# Riu Culiacán
El riu Culiacán és un riu de l'Estat de Sinaloa, Mèxic. El seu curs mesura 87.5 km de llarg, i la seva conca abasta 17.200 km², sent el seu flux anual 3.280 milions d'hm³.
El riu es forma en la confluència del riu Tamazula i del riu Humaya, en les aproximidades del centre de la ciutat de Culiacán. El mateix discorre per la planícia costanera del Pacífic, fluint inicialment en direcció oest fins al poblat de Navolato on el seu curs gira cap al sud, per a finalment desembocar en la badia pròxima a la península de Lucernilla, a l'oceà Pacífic.
S'ha indicat que el riu Culiacán posseeix cert nivell de contaminació producte de descàrregues d'aigües contaminades de processos industrials.